# ウッドチップコース

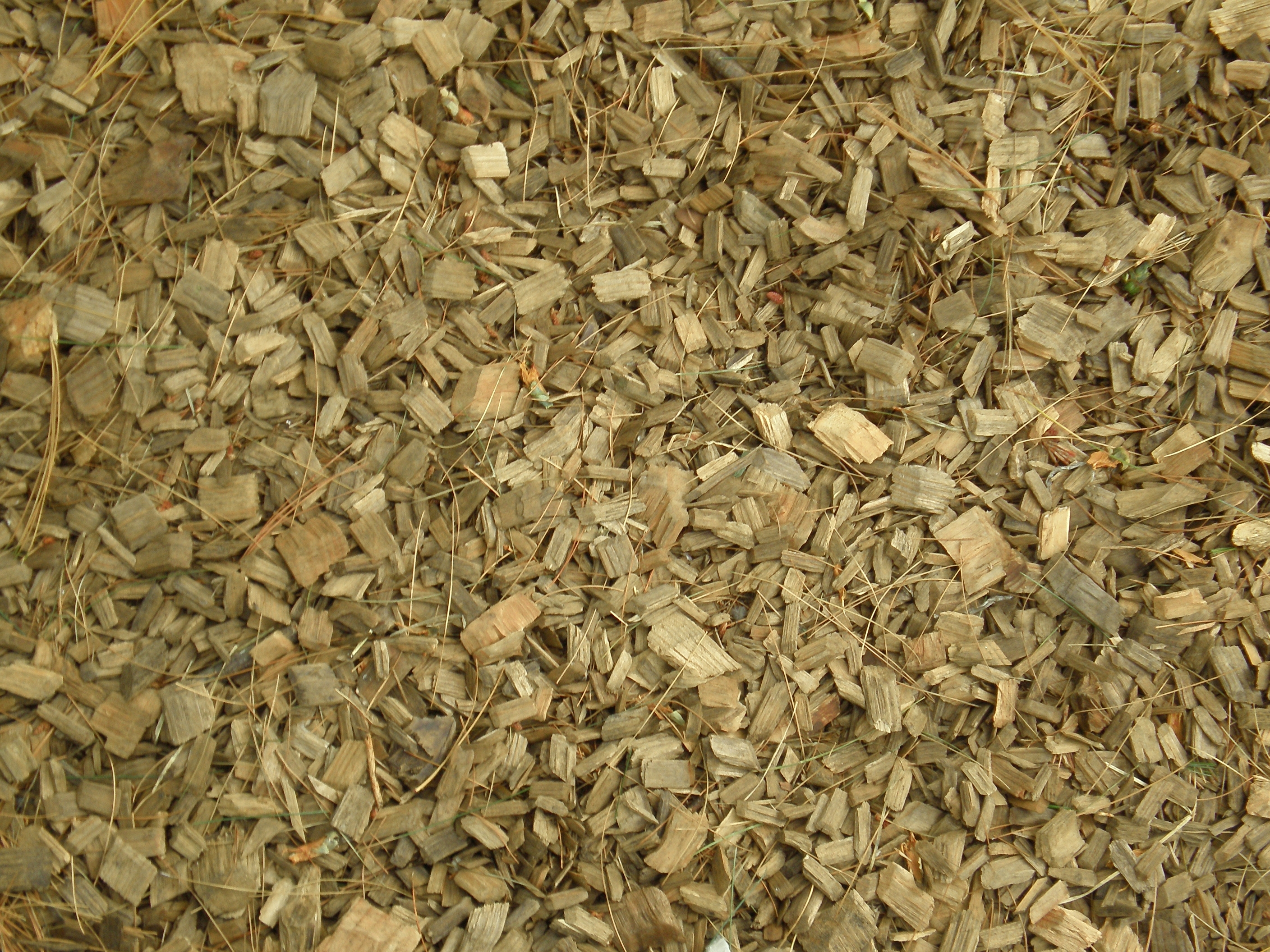
地面に敷き詰めたウッドチップ。

ウッドチップコース（Wood chips Course）は、間伐材等のウッドチップ（木片、木くず）を敷き詰めて舗装した走路、歩道のことを指す。

## 競馬におけるウッドチップコース
競馬においては調教用トラックのひとつである。

### 設置場所
日本では中央競馬のトレーニングセンター（美浦、栗東）および函館競馬場の調教用コースのほか、競走馬の育成牧場などにも設置されている。

### 特徴
1990年代から取り入れられたこのコースはスギ、アカマツ、バーグ（スギの皮）等の木片を敷き詰めており、従前の芝、ダートのコースとは違いクッション性や排水性に優れており、雨の影響による馬場状態の変化が少ないことから、調教の際の脚力負担が和らげられると共に、脚部の筋力・体力を付けるにも絶好のコースとされている。

## 公園におけるウッドチップコース
公園等の遊歩道の舗装に、ウッドチップを採用する例がある。チップの目を細かくし樹脂で固めることにより、車椅子の乗り入れを可能にしたものもある。